# Vincenzo Fabrizi
Vincenzo Fabrizi (Nápoles, 1764 - c. 1812) fue un compositor italiano de ópera bufa. 

## Biografía
Se tienen pocos datos sobre su vida, en parte por el gran número de viajes que realizó. Fue alumno de Giacomo Tritto, en 1786 fue nombrado maestro de capilla de la Universidad de Roma y más tarde director del Teatro Capranica en la misma ciudad. Poco después emprendió una serie de viajes por Dresde, Lisboa, Londres y Madrid, para dar a conocer sus obras. 
De su producción musical se conservan alrededor de 15 óperas bufas realizadas entre 1783 y 1788. Al igual que Mozart, Giuseppe Gazzaniga y Francesco Gardi, compuso una versión de Don Giovanni con libreto basado en el mito de Don Juan, que se estrenó en el año 1787 en Roma con el título de Il convitato di pietra.

## Óperas
- I tre gobbi rivali (intermezzo, libreto por Carlo Goldoni, 1783, Nápoles)
- La ncessità non ha legge (ópera bufa, 1784, Bolonia)
- I due castellani burlati (ópera bufa, libreto por Filippo Livigni, 1785, Bolonia)
- La sposa invisibile (intermezzo, 1786, Roma)
- La contessa di Novara (ópera bufa, libreto por Giovanni Bertati, 1786, Venecia)
- L'amore per interesse (opera bufa, libreto por Giovanni Bertati, 1786, Padua)
- Chi la fa l'aspetti ossia I puntigli di gelosia (opera bufa, libreto por Filippo Livigni, 1786, Florencia)
- La nobiltà villana (ópera bufa, 1787, Roma)
- Gli amanti trappolieri (ópera buffa, libreto por Giuseppe Palomba, 1787, Nápoles)
- Il convitato di pietra ossia il Don Giovanni (ópera bufa, libreto por Giovanni Battista Lorenzi, 1787, Roma)
- Il viaggiatore sfortunato in amore (libreto by Bellani, 1787, Roma)
- Il caffè di Barcellona ópera bufa, 1788, Barcelona)
- Il Colombo e La scoperata delle Indie ( 1788, Roma)
- L'incontro per accidente ossia Il maestro di cappella (opera bufa, libreto de Giovanni Maria Diodati, 1788, Nápoles)
- Impresario in rovina (libreto de Antonio Piazza, 1797, Casale Monferrato)